# Joachim Schwabe
Joachim Schwabe (* 24. August 1983 in Jena) ist ein ehemaliger deutscher Fußballspieler.

## Fußballkarriere
Schwabe durchlief alle Jugendmannschaften des FC Carl Zeiss Jena. Bereits 2002 wurde er Stammspieler der ersten Mannschaft von Jena in der Oberliga Nordost. 2004 wechselte er zur zweiten Mannschaft des VfB Stuttgart. Im Oktober 2005 wurde Schwabe von einem unachtsamen Polizisten mit einem Polizeiwagen erfasst, als er mit einem Fahrrad durch einen Park fuhr. Bei diesem Unfall wurde Schwabes sechster Brustwirbel mehrfach gebrochen. Nach einer notwendigen Operation gab Schwabe erst in der Saison 2006/07 sein Comeback für die zweite Mannschaft des VfB Stuttgart.
Sein Profidebüt gab Schwabe am 2. August 2008 am zweiten Spieltag der Saison 2008/09 für den VfB II in der 3. Liga gegen den 1. FC Union Berlin. Zehn Tage später riss sich Schwabe, als er beim Training im Rasen hängen blieb, das vordere rechte Kreuzband. Nach der ersten Operation am Kreuzband musste er einige Wochen später wegen einer Infektion im Knie erneut operiert werden. Nach über acht Monaten Verletzungspause lief Schwabe im April 2009 gegen den SV Sandhausen erstmals wieder in der 3. Liga für die zweite Mannschaft des VfB auf und erzielte im selben Spiel ein Tor.
Im Sommer 2009 wechselte er zum FSV 08 Bissingen und beendete ein Jahr später seine aktive Fußballkarriere zugunsten seines Studiums. Er  war an der Julius-Maximilians-Universität Würzburg in dem Fach Humanmedizin immatrikuliert, beendete das Studium erfolgreich im Jahr 2017.

## Politik
Schwabe ist Vorstand der Jusos Stuttgart West. Bei der Stuttgarter Gemeinderatswahl 2009 stellte sich Schwabe auf Listenplatz 40 der SPD zur Wahl. Er erhielt 22.665 Stimmen und verpasste damit den Einzug in den Stuttgarter Gemeinderat.